# كيث غوردون (لاعب اتحاد الرغبي)
كيث غوردون (بالإنجليزية: Keith Gordon)‏ هو لاعب اتحاد الرغبي أسترالي، ولد في 29 أبريل 1927 في Coogee, New South Wales ‏ في أستراليا.